# Hysterochelifer urbanus
Espèce
Hysterochelifer urbanus est une espèce de pseudoscorpions de la famille des Cheliferidae.

## Distribution
Cette espèce est endémique du Nouveau-Mexique aux États-Unis. Elle se rencontre dans les comtés de Bernalillo, de Sandoval et de Socorro.

## Description
Les mâles mesurent de 2,1 à 2,3 mm et les femelles de 2,4 à 3,1 mm.

## Publication originale
- Hoff, 1956 : Pseudoscorpions of the family Cheliferidae from New Mexico. American Museum Novitates, no 1804, p. 1-36 (texte intégral).